# Trilacuna xinping
Trilacuna xinping es una especie de araña araneomorfa del género Trilacuna, familia Oonopidae. Fue descrita científicamente por Tong, Zhang & Li en 2019.
Habita en China.